# 凯尔莫罗克
凯尔莫罗克（法語：Kermoroc'h）是法国阿摩尔滨海省的一个市镇，位于该省西北部，属于甘冈区。该市镇总面积6.16平方公里，2009年时的人口为405人。

## 人口
凯尔莫罗克人口变化图示